# Matthias Eder
Matthias Eder (* 28. April 1968 in Badisch Rheinfelden) ist ein zeitgenössischer deutscher Bildhauer.

## Leben
Matthias Eder ist ein Sohn des Bildhauers Leonhard Eder und ein jüngerer Bruder des Bildhauers Tobias Eder.
Ab 1986 absolvierte er eine Ausbildung zum Steinbildhauer bei seinem Vater, die er 1993 mit der Meisterprüfung abschloss. Anschließend studierte er bis 1995 an der Akademie für gestaltende Handwerke in Aachen und von 1995 bis 2000 an der Staatlichen Akademie der Bildenden Künste Stuttgart bei den Professoren Micha Ullman, Karin Sander und Jana Grzimek mit dem Abschluss Akademischer Bildhauer. Seit 2000 ist er als freischaffender Künstler tätig.
Sein Werk ist geprägt zum einen von der Auseinandersetzung mit dem Thema Kommunikation, zum anderen von der Befassung mit dem Gegensatz Innen/Außen. Diese Themen drücken sich beispielsweise aus in hautartig verarbeiteten flachen Materialformen (z. B. Platten) und Oberflächen, oder in seinen zu einem Kreisrund ausgestalteten und an belebten Plätzen aufgestellten Sitzgruppen-Installationen.
Matthias Eder ist verheiratet und hat vier Kinder. Er lebt und arbeitet in Leonberg bei Stuttgart, wo er im Herbst 2007 das unter Denkmalschutz stehende ehemalige Frauengefängnis vom Land Baden-Württemberg erworben hat, das nun Teil der Kunstmeile in der historischen Altstadt von Leonberg ist. Eder verwirklicht in dem Gebäude sein Konzept der „Kunstzelle“ als Keimzelle für künstlerisches und kulturelles Schaffen mit Atelier, Ausstellungs-, Galerie- und Veranstaltungsräumen.

## Ausstellungen
- 1999: Ausstellung im Rathaus Marbach am Neckar, Bildhauersymposium „Eine Art Kunst“ in Marbach, Ausstellung „vielistoftmehr“ in Ulm, Ausstellung Leonberger Galerieverein
- 2000: Kunstdorf Unterjesingen
- 2001: AAM in Basel (Schweiz), Messe „Kunst in Herrenhausen“ (im Großen Garten in Hannover-Herrenhausen), Galerie Maier&Co. FineArt (Stuttgart), Galerie Kura (Basel, Schweiz), Kulturpfingsten Lahrensmühle Leonberg, „Das Brot Dazwischen“ (Kunstaktion Spitalhof Stuttgart), Kunstpfad Galerieverein Leonberg, Galerie Königsblau Stuttgart (art alarm 2001), Galerie Artforum (Hannover)
- 2002: Kulturpfingsten Lahrensmühle Leonberg
- 2004 bis 2007: jährlich auf der Internationalen Kunstmesse „Art Karlsruhe“
- 2005: „Leonale“ (Leonberg)
- 2007: „Multifort Art Projekt“ in Rheinfelden AG (Schweiz)
- 2008: „Eder³“ („Eder hoch 3“) in Rheinfelden (Baden), Gemeinschaftsausstellung mit Leonhard Eder und Tobias Eder
- The Hart Gallery (Carmel, Kalifornien, USA)

## Werke

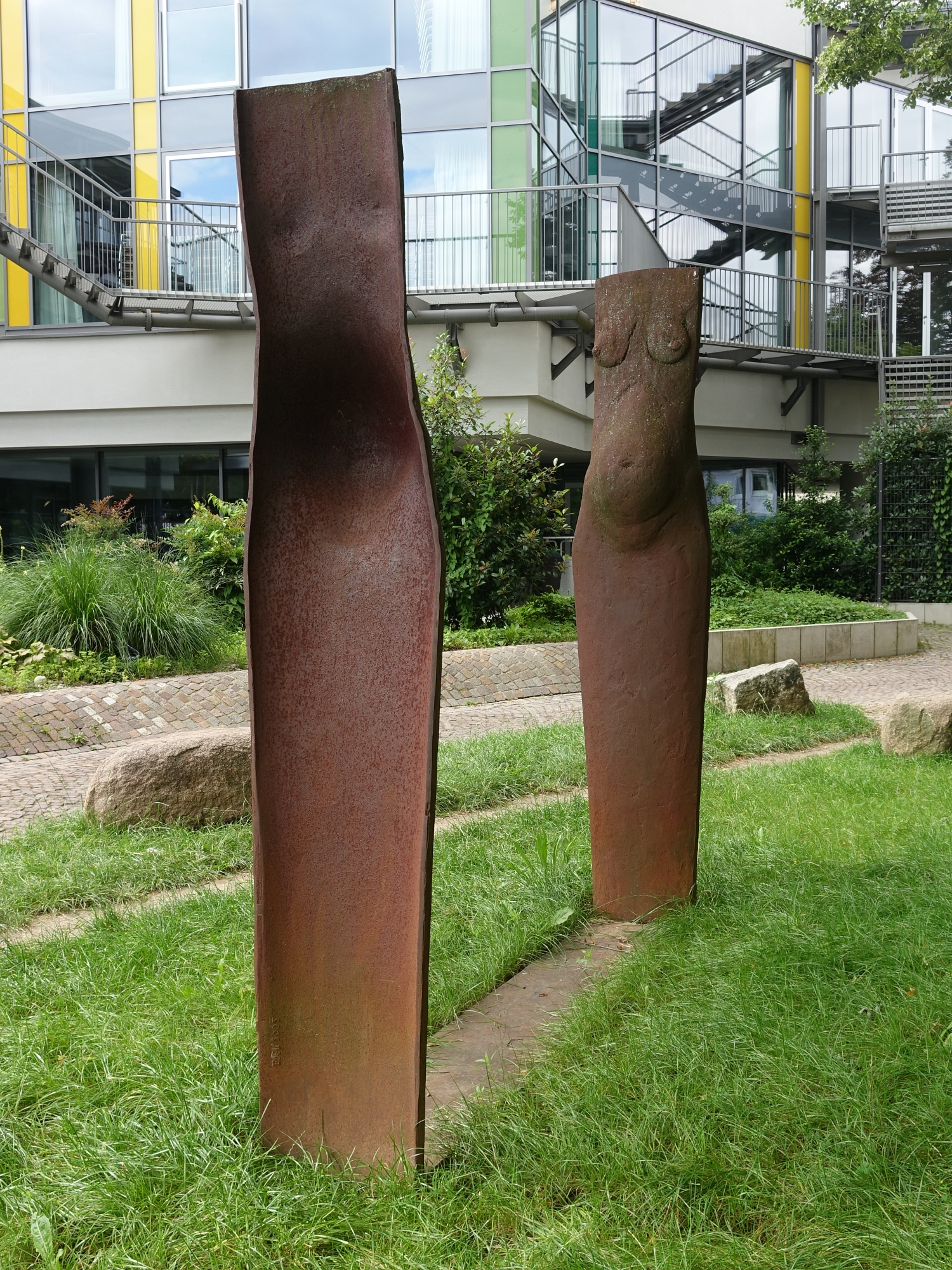
Eisengussplastik, Begegnung. Christuskirche (Rheinfelden/Baden)

- „Neun Monate Schutz“, Betonplastik, Rechberghausen (KaB)
- „Signum“, Plastik aus Stahl und Acrylglas, Stuttgart, 1998 (KaB)
- „Selbstbildnis/Narr“, Marbach am Neckar; versilbertes Stahlblech, 1999 (KaB)
- „Jugendlicher Mensch“, siebenteilige Plastik aus Stahl, Schurbergschule Rechberghausen, 1999/2000 (KaB)
- „Begegnung“, drei U-förmig zusammengeschweißte Platten aus Eisenguss, an den vertikalen Platten sind angedeutet zwei sich gegenüber stehende Schwangere erkennbar, 2002
- Neuschaffung der Prinzipalstücke (Altar, Kreuz, Ambo, Taufbecken und Osterkerze) für den Chorraum der evangelischen Kirche von Lohrbach (Mosbach), 2002/2004
- Katholische Pfarrkirche St. Johannes der Täufer in Leonberg: Wettbewerb zur Renovation und Entwicklung einer zeitgemäßen Raumkonzeption, 1. Preis (zusammen mit Architekt Odilo Reutter, Esslingen), 2003
- Freilicht-Skulpturenausstellung im Bürgerhospital Stuttgart, 2002/2003 (KaB)
- Neuschaffung der Prinzipalstücke der Peterskirche Heidelberg, aus COR-TEN-Stahl, 2004/2005